# Oumar Sissoko
Oumar Sissoko (* 13. September 1987 in Montreuil) ist ein malisch-französischer Fußballtorwart.

## Karriere

### Klubs
In der Jugend war er im Leistungszentrum INF Clairefontaine und später in der zweiten Mannschaft des FC Metz. Zur Saison 2006/07 stoß er hier in die erste Mannschaft hervor. Hier kam er dann hin und wieder zum Einsatz. Bis auf 22 Partien in der Saison 2011/12 hielten sich die Einsatzzahlen jedoch im einstelligen Bereich, erst nach dem Abstieg in die Ligue 2 kam er dann zu mehr Spielen. Zur Saison 2012/13 wechselte wieder in die Ligue 1 zum AC Ajaccio, wo er dann nach deren Abstieg weiter bis zum Saisonende 2014/15 spielte.
Seine nächste Station war danach US Orléans mit denen er aus dem drittklassigen Championnat National in die Ligue 2 aufstieg und nach deren direkten Wiederabstieg die Mannschaft verließ. Zur Saison 2017/18 schloss er sich somit dem AC Le Havre an, womit er in der Ligue 2 verblieb. Nach der Spielzeit 2018/19 wurde er aber erst einmal kurz vereinslos. Im Oktober 2019 schloss er sich dann dem Viertligisten Étoile Fréjus-Saint-Raphaël an. Seit der Saison 2019/20 steht er für den RC Besançon zwischen den Pfosten.

### Nationalmannschaft
Für die Auswahl von Mali kam er in seiner Zeit beim FC Metz im Jahr 2008 zum ersten Mal zu einem Einsatz. Seitdem stand er im Kader für den Afrika-Cup 2008, 2010, 2012, 2015 und 2017.

## Privates
Er ist der Bruder von Mohamed Sissoko.